# Compensato

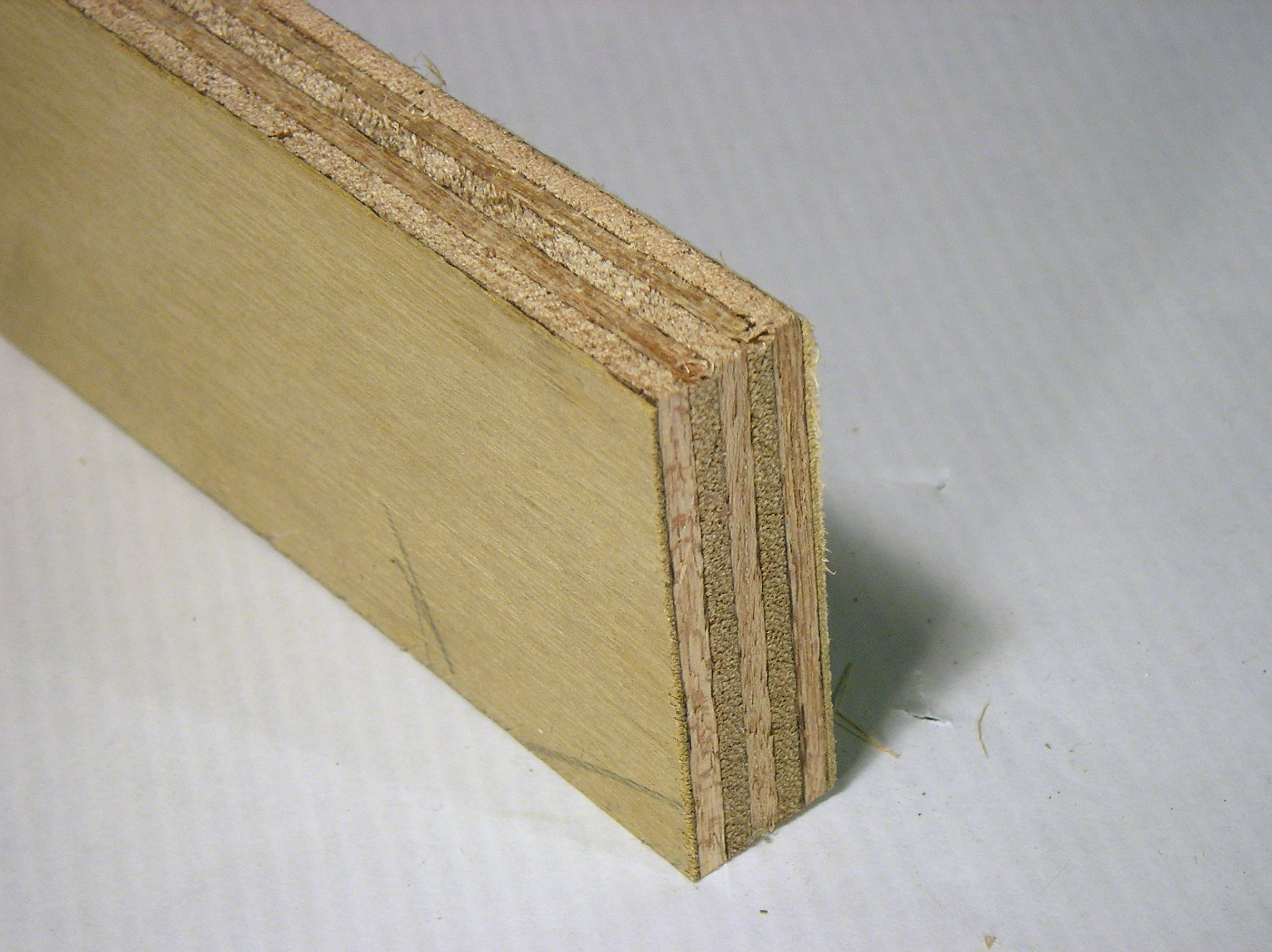
Una tavoletta di compensato

Il compensato è un semilavorato a strati di legno prodotti dal tronco dell'albero. Appartiene alla grande classe dei pannelli stratificati o multistrati, dai quali si distingue per l'orientamento incrociato dei vari strati.

## Storia
Gli antichi Egizi e successivamente gli antichi Greci tagliavano sottilmente il legno e lo incollavano insieme a strati con la venatura in direzioni perpendicolari (similmente al procedimento di ottenere superfici di scrittura dal papiro) poiché il legno pregiato era scarso. Si crede che ciò fosse fatto puramente per scopi estetici ed economici, ma si è rivelato essere un'ottima alternativa al legno massiccio in quanto riduceva la flessibilità, rendendolo un materiale da costruzione versatile.

Nel 1797, Samuel Bentham presentò domande di brevetto che coprivano diverse macchine per produrre strati sottili di legno. Nelle sue richieste di brevetto, descrisse il concetto di stratificare diversi strati di sottili fogli di legno con colla per formare un pezzo più spesso - la prima descrizione di quello che oggi chiamiamo compensato. Bentham era un ingegnere navale britannico con molte invenzioni per la costruzione di navi al suo attivo. Gli strati sottili al tempo di Bentham venivano tagliati piallati, sega radialmente o sega a quarto; cioè tagliati lungo o attraverso il tronco manualmente in angoli diversi rispetto alla venatura e quindi limitati in larghezza e lunghezza.
Circa cinquant'anni dopo, Immanuel Nobel, padre di Alfred Nobel, si rese conto che diversi strati sottili di legno incollati insieme sarebbero stati più resistenti di uno strato spesso singolo di legno. Comprendendo il potenziale industriale del legno laminato, inventò il tornio rotativo.
Ci sono poche testimonianze dell'attuazione iniziale del tornio rotativo e della successiva commercializzazione del compensato come lo conosciamo oggi, ma nella sua edizione del 1870, il dizionario francese Robert descriveva il processo di produzione di strati sottili di legno con tornio rotativo nella voce Déroulage. Si può quindi presumere che la produzione di compensato con tornio rotativo fosse un processo consolidato in Francia negli anni '60 del XIX secolo. Il compensato fu introdotto negli Stati Uniti nel 1865 e la produzione industriale iniziò poco dopo. Nel 1928, furono introdotti negli Stati Uniti i primi fogli di compensato di dimensioni standard, 4 piedi per 8 piedi (1,22 m per 2,44 m), per l'uso come materiale da costruzione generale.
Gli artisti utilizzano il compensato come supporto per le tele da cavalletto al posto del tradizionale telaio o cartone. Già nel 1880 furono prodotti e venduti a New York "tavole per artisti" pronte per la pittura ad olio in compensato a tre strati (3 strati).
Ci furono esperimenti con la colla di compensato a base di resine fenoliche, principalmente sotto forma di soluzione alcolica o polvere, che tuttavia non fornivano una precisione sufficiente nell'applicazione. Intorno al 1930 iniziò a diffondersi nel settore della produzione di compensato impermeabile un processo di incollaggio a secco di strati sottili di legno con resina fenolica sotto forma di film.

## Caratteristiche
Il procedimento per ottenere pannelli di legno compensato consiste infatti nello "sfogliare" il tronco d'albero con un apposito tornio in grado di tagliare uno strato molto sottile di legno (1-3 mm), incollando poi i fogli fra loro in modo da "incrociare le venature". Questo incrocio fa sì che la resistenza del materiale sia uniforme in tutte le direzioni, perché la resistenza del legno lungo le venature non si manifesta ugualmente in tutte le direzioni. L'incrocio delle venature fa sì che le caratteristiche meccaniche del legno, tipicamente unidirezionali, vengano "compensate" in una direzione ortogonale, da cui il nome. Prodotto dalla metà dell'Ottocento, esso era considerato un materiale moderno (il cui costo è anche oggi superiore a quello delle semplici assi) e fu impiegato per le pannellature dei mobili, anche di quelli storici decorati da imponenti parti scolpite in massello di noce.
I legni più utilizzati per la produzione di pannelli stratificati sono legni dolci come le conifere e in particolare l'abete, il legno di betulla o il pioppo, ma esistono compensati realizzati con essenze più pregiate quali il faggio, il teak, l'okoume e altri. Vi sono inoltre compensati in cui i soli strati esterni sono realizzati con fogli più o meno sottili di essenze pregiate come quelli appena citati o anche noce, rovere, palissandro, ecc., mentre gli strati interni che costituiscono la gran parte del pannello sono in legni dolci. In questi ultimi casi il compensato viene detto compensato impiallacciato.
Per incollare i fogli tra loro serve una pressa semplice grande come il pannello, simile o uguale a quella per creare pannelli di truciolare. Se si usa colla fenolica (resistente all'acqua) si ha un compensato adatto all'esterno e al trasporto via mare (come il compensato "canadese marino"), sebbene l'emissione di formaldeide sia maggiore.
I pannelli che hanno più di 3 strati, con spessore superiore a 8 mm, prendono il nome di multistrato
Il compensato è un legno trasformato facile da lavorare.

## Impieghi
Il legno compensato nelle sue varie forme è ampiamente usato nei più disparati campi come arredamento di interni, allestimento di fiere, creazione di scenografie teatrali, edilizia e recinzione di cantieri edili e in tutto ciò in cui serva un materiale pronto, ovvero che richieda processi di finitura molto contenuti e sia facile da lavorare.
Sempre più ampio il suo impiego nella produzione di mobili. Molto spesso i mobili moderni sono in truciolare, MDF o in legno compensato, impiallacciati/nobilitati.